# Ali Haouiji
Ali Haouiji, né le 22 août 1981, est un homme politique tunisien, élu membre de l'assemblée constituante comme représentant de la Pétition populaire pour la liberté, la justice et le développement dans la circonscription de la Manouba ; il devient ensuite indépendant avant de rejoindre le Mouvement Wafa. 
Il est membre de la commission du pouvoir législatif, du pouvoir exécutif et de la relation entre eux, ainsi que de la commission de la réforme administrative et anti-corruption.